# Marszałek prymasa
Marszałek prymasa – marszałek nadworny prymasów Polski, w razie nieobecności marszałków koronnego i nadwornego zastępował ich, niosąc wówczas laskę przed królem.  Do 1764 roku był zaliczany nieformalnie do urzędników państwowych.